# Карбулицький Іларіон
Карбулицький Іларій Іванович (нар. 17 вересня 1880, с. Горішні Шерівці  — †30 січня 1961, Чернівці) — педагогічний та громадський діяч, публіцист, письменник, член Української національної ради ЗУНР. Брат Володимира Карбулицького.

## Життєпис
Народився Іларій Карбулицький у селі Горішні Ширівці (нині — Заставнівський район Чернівецької області), у сім'ї лісника. Батько хлопчика був високоосвіченою людиною, знав німецьку, польську, російську та українську мови. У шестирічному віці хлопчик із сім'єю переїхав до села Волока, де навчався у початковій школі. Пізніше родина перебралася до Чернівців, де Іларій продовжив навчання у місцевій школі, а потім — у гімназії.
Виявивши зацікавленість педагогічною справою, юнак у 1895 році вступив до учительської семінарії, після закінчення якої у 1900 році був призначений молодшим учителем народної школи села Ревне — Стрілецький Кут. Деякий час Іларій Іванович працював молодшим учителем народної школи в Старих Мамаївцях. Багато років свого життя він віддав навчанню і вихованню дітей у селі Верхні Станівці, куди був призначений у 1906 році старшим учителем. Згодом талановитий педагог посів посаду директора цієї школи. Працюючи вчителем і директором, Іларій Іванович постійно вдосконалював свій фаховий рівень, навчався на курсах учителів по садівництву, закінчив курс з ботаніки, пройшов курс румунської мови у Бухаресті.
У 1908 очолив учительський часопис «Каменярі», на сторінках якого висвітлювалося суспільно-політичне та культурне життя, діяльність різних організацій. Водночас Іларій Іванович опікувався бібліотекою «Вільної організації».
Поряд з педагогічною і громадською діяльністю І. Карбулицький займався і видавничою справою. За його ініціативи розпочався випуск «Крейцерової бібліотеки». Це популярне видання для дітей та школи, яке виходило маленькими брошурками (16 сторінок), і мало на меті заохотити дітей до читання.
Тоді ж побачили світ його перші оповідання для дітей «Сліпий Юра», «Циган у школі», «Качка з однією ніжкою». І. Карбулицький був ініціатором видання педагогічного двотижневика «Промінь» і членом редакційного комітету цього часопису.
Карбулицькому належить значна кількість публіцистичних статей, що стосуються різних питань політичного та культурного життя Буковини початку XX ст. («Чому зі сталися русини позаді культури» (1903); «Борба між українсько-поступовою і радикальною партією та українське вчительство» (1909); «Слово на часі» (1910); «Переломові хвилі» (1913)). У своїх працях він розкривав власні педагогічні погляди, суспільно-політичну позицію; як педагог-практик, не міг оминути питання шкільного життя, проблем особистості вчителів та учнів; як активного діяча його турбували проблеми народу — безправність, бідність і принизливе становище.
Іларій Іванович — автор близько 40 прозових творів про життя селян, інтелігенції, зокрема вчителів («Рідний батько», «Покаявся», «Літній спомин» (1901); «Онуфрій Беззубий» (1902), «Щаслива» (1906); «Казка» (1931)), трьох п'єс: «Завіщання» (1901), «Наші знакомі» (1909), «Зрадник» (1936). Він залишив цікаві спогади про Лесю Українку — «Мої спомини про Лесю Українку з її побуту на Буковині у 1901 році», Миколу Лисенка — «На Буковинській землі» та Ольгу Кобилянську — «Вірна дочка України». У творчості І. Карбулицького широко представлено і гумор — оповідання: «Протокол» (1900); «Як Паламарук рибу купував» (1909); "Через що інспектор Крілик мало що з розуму не зійшов (1913); «Спільники» (1931).
З початком Першої світової війни І. Карбулицького мобілізували до австрійської армії. Після закінчення війни Іларій Іванович повернувся у Верхні Станівці на посаду директора місцевої школи, на якій працював до виходу на пенсію (1935).
Навіть досягнувши пенсійного віку, він не припиняв своєї педагогічної діяльності, не залишав журналістської та видавничої справи.
З початком 1930-х років Карбулицький очолив створений у Чернівцях «Український громадянський комітет», який займався збиранням матеріальної і грошової допомоги голодуючим.
З 1935 року життя і діяльність Іларія Івановича Карбулицького пов'язані з Чернівцями. Тут його обирають заступником голови Українського Народного Дому (1936). Того ж року він стає членом співацько-драматичного товариства «Буковинський Кобзар», для якого написав п'єсу «Зрадник». Іларій Іванович збирав і обробляв українські народні пісні, казки, прислів'я та приказки, перекладав німецькою мовою твори Марка Вовчка, Івана Франка. З метою встановлення дружніх взаємин між людьми різних національностей, що проживали на Буковині, підготував і за власний кошт видав українсько-єврейський, німецько-український та румунсько-український словники-розмовники.
Іларія Івановича обрали членом виконавчого комітету Української національної партії (УНП). Саме за причетність до УНП (1936—1938) він був у 40-х роках заарештований.
Активна життєва позиція педагога та відстоювання національних інтересів своїх земляків викликали незадоволення румунської влади. Неодноразово піддавалася перевіркам школа, якою керував Іларій Іванович. Згодом було розпочато слідство, яке припинилося лише завдяки клопотанню батьків учнів, які стали на захист шанованого педагога.
Після приєднання Північної Буковини до Української PCP І. Карбулицького звинуватили в антирадянській націоналістичній діяльності, оскільки він був активним членом організації українських націоналістів (ОУН), входив до складу проводу ОУН Північної Буковини, вів активну націоналістичну агітацію, проводив вербування в ОУН.
У січні 1945 буі заарештований та майже десять років провів у виправно-трудових таборах і лише в 1956 році, виснажений морально й фізично, повернувся на Батьківщину.
Упродовж тривалого часу Іларій Іванович намагався повернути своє чесне ім'я, порушивши клопотання про реабілітацію. Однак, 30 січня 1961 року так і не дочекавшись виправдання помер з тяжким тягарем на душі.
Тільки через багато років президія Чернівецького обласного суду, переглянувши справу І. Карбулицького, повністю реабілітувала його ім'я.

## Вшанування пам'яті
Його ім'я носить одна з вулиць і провулок у Чернівцях.

## Твори
«Розвій народного шкільництва на Буковині».